# FC Sokol Sarátov
El FC Sokol (del ruso: ФК «Сокол») es un club de fútbol ruso de la ciudad de Sarátov. Fue fundado en 1930 y juega en la Segunda División de Rusia.

## Historia
El club fue fundado en Sarátov en 1930 como Dynamo, nombre que utilizó hasta 1937 y entre 1946-1953. Posteriormente el club fue renombrado Lokomotiv (1956–1960), Energiya (1954–1955), Sokol (1961–1994, 1998–2005 y en la actualidad), Sokol-PZD (1995–1997). La palabra rusa Sokol significa "halcón".

## Jugadores

### Futbolistas destacados
La siguiente es una lista de los jugadores más notables que han jugado en el club. En negrita figuran los jugadores que jugaron en sus selecciones nacionales mientras estuvieron en el Sokol.
| URSS/Rusia - Viktor Samokhin - Dmitri Kuznetsov - Vladimir Tatarchuk - Dmitri Khlestov - Andrei Piatnitski - Albert Borzenkov - Andrei Fedkov - Aleksei Kosolapov - Vladimir Lebed - Andrei Semyonov - Aleksandr Sheshukov - Oleg Teryokhin - Oleg Veretennikov Antiguos países soviéticos - Karapet Mikaelyan | - Deni Gaisumov - Gennadi Bliznyuk - Artem Chelyadinsky - Alyaksandr Hrapkowski - Petr Katchouro - Vladimir Sheleg - Vital Valadzyankow - Zviad Jeladze - Mikheil Jishkariani - Ruslan Baltiev - Vitaliy Kafanov - Dmitriy Lyapkin - Oleg Musin - Maksim Nizovtsev - Yevgeni Tarasov - Sergey Timofeev | - Raimondas Vainoras - Serghei Epureanu - Yuri Baturenko - Andriy Annenkov - Yuriy Hrytsyna - Oleksandr Koval - Hennadiy Orbu - Vladyslav Prudius - Dmytro Tiapushkin - Victor Karpenko - Maksim Shatskikh Europa - Senad Repuh - Edin Šaranović |